# 758 до н. е.

## Події
Ассирійський цар Ашшур-дан III придушив заколот в арамейському місті Гузані.

### Астрономічні явища
- 24 березня. Кільцеподібне сонячне затемнення.[1]
- 17 вересня. Кільцеподібне сонячне затемнення.[1]